# Jesús Antonio Castro González
Jesús Antonio Castro González (23 de gener de 1951 - 26 de juliol de 1993) va ser un futbolista professional asturià que jugava com a porter.
Va jugar 315 partits de la Lliga durant 14 temporades amb el seu únic club, l'Sporting de Gijón.

## Carrera de club
Nascut a Oviedo, Astúries, Castro va passar tota la seva carrera professional al club veí Sporting de Gijón, fitxant l'11 de març de 1968 procedent del CD Ensidesa, un equip amateur local. Va jugar un total de 64 partits a la Segona Divisió en les seves tres primeres temporades, incloent-hi els 38 partits de la temporada 1969-70, ajudant l'equip a ascendir a la primera divisió com a campió.
Castro va debutar a la màxima categoria el 13 de setembre de 1970, en una derrota per 2-0 fora de casa contra el RC Celta de Vigo. Va acabar la campanya amb 25 partits, i finalment va quedar en 12a posició.
Des del 1971 fins al 1985, Castro pràcticament va competir a la màxima categoria. Després de l'aparició del seu company de futbol juvenil Juan Carlos Ablanedo i d'una hèrnia discal de la qual mai es va recuperar i que el va convertir en el primer jugador espanyol a poder optar a una beca per discapacitat, es va retirar als 36 anys. Durant el transcurs de tres edicions diferents, va aparèixer en vuit partits de la Copa de la UEFA.

## Vida personal
El germà gran de Castro, Enrique (generalment conegut com a Quini), també era futbolista. Davanter, també va passar diversos anys amb l'Sporting, representant també el FC Barcelona i la selecció espanyola. Amb 763 aparicions entre els germans a la màxima categoria espanyola, ocupaven el segon lloc d'aquesta llista, darrere de Julio i Patxi Salinas en el moment de la seva retirada.

## Mort
El 26 de juliol de 1993, amb 42 anys, Castro va rescatar dos nois anglesos i el seu pare de morir ofegats a la platja de Pechón, a Cantàbria. Ho va aconseguir però, esgotat, va morir poc després.

## Palmarès
- Segona Divisió: 1969–70, 1976–77